# Lotidae

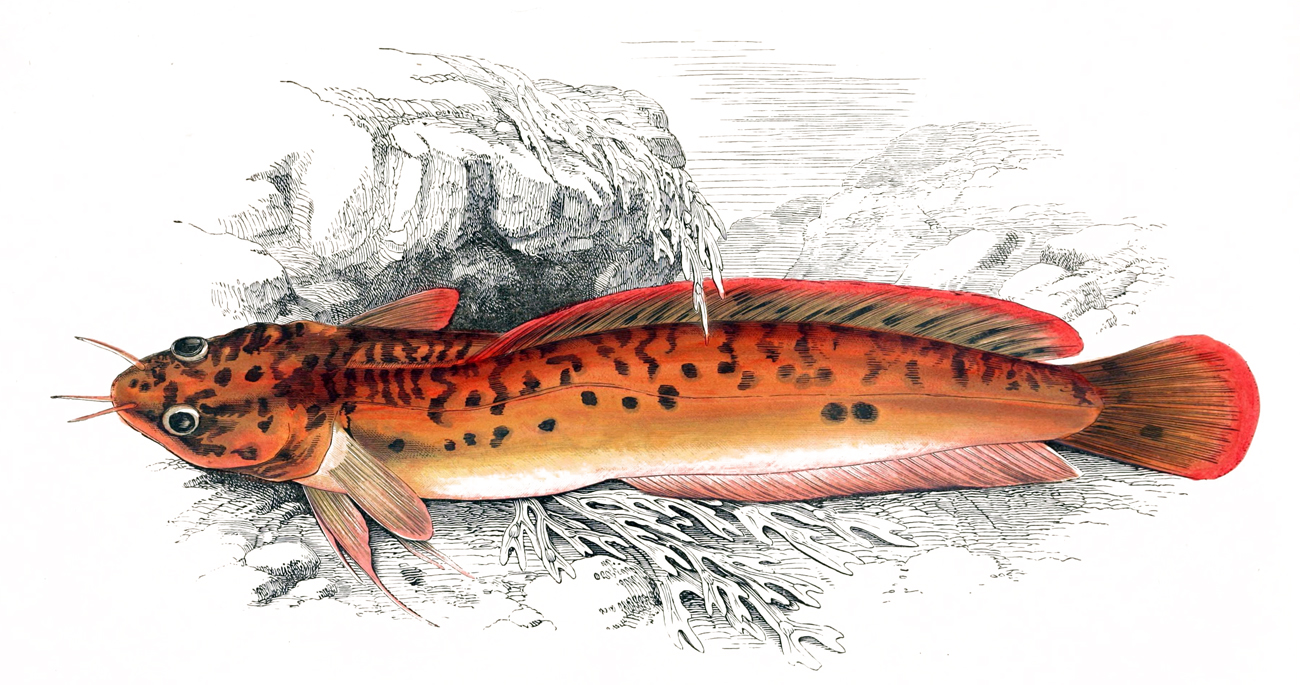
Gaidropsarus mediterraneus

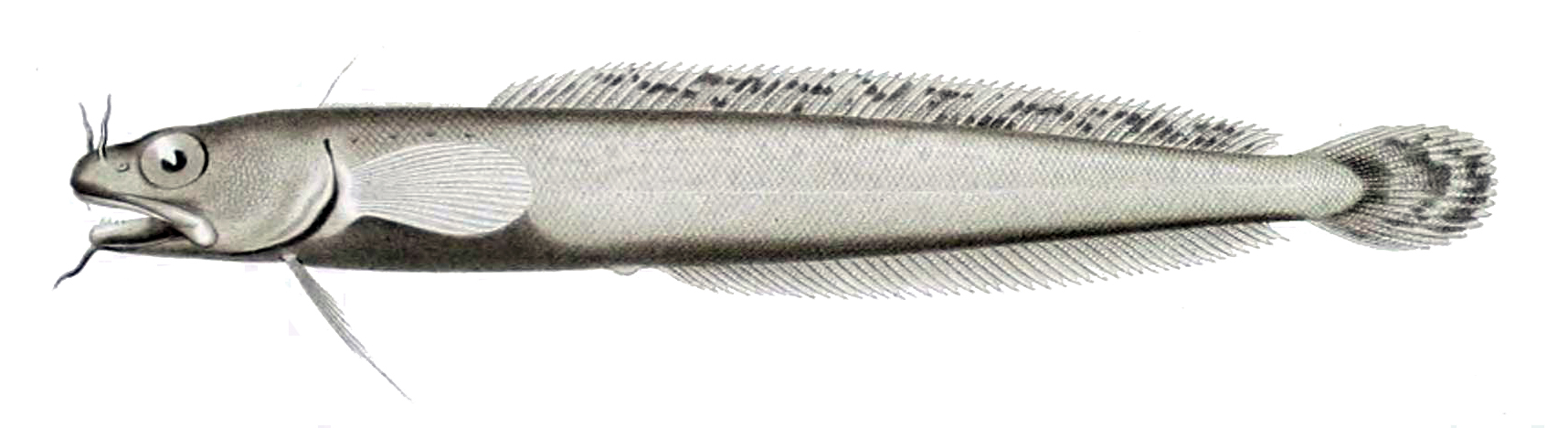
Gaidropsarus biscayensis

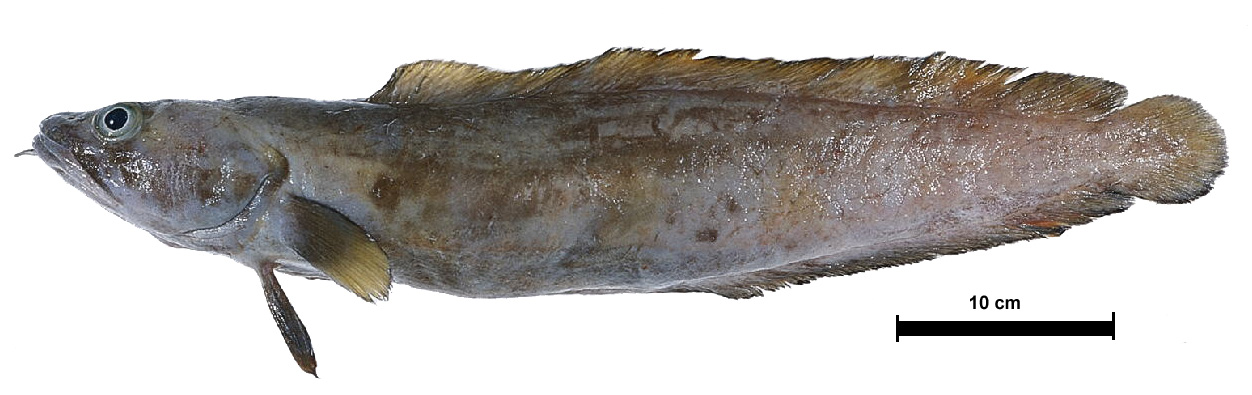
Brosme brosme

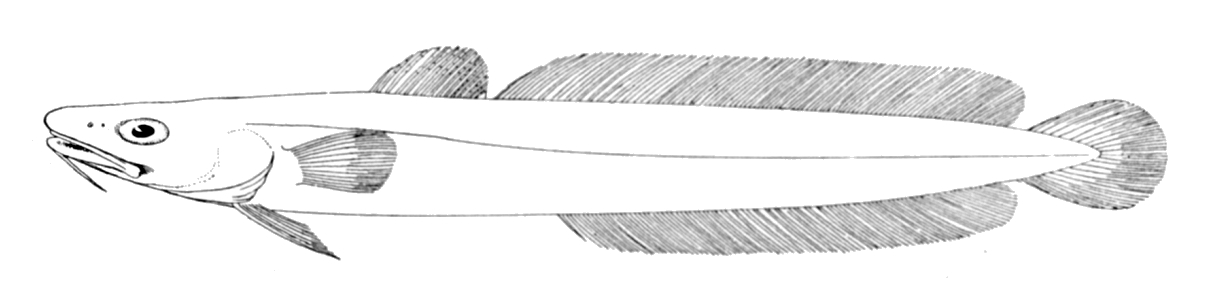
Molva molva

I Lotidae sono una famiglia di pesci ossei appartenenti all'ordine Gadiformes.

## Distribuzione e habitat
Questa famiglia è più frequente in acque fredde che in acque calde ed è diffusa soprattutto alle alte latitudini (ma 5 si trovano anche nel mar Mediterraneo) dell'emisfero nord e, con poche specie, dell'emisfero sud. Lota lota è presente nelle zone fredde di tutto l'emisfero nord (anche in Italia nei laghi prealpini).
Alcune specie vivono in acque profonde o abissali (come Brosme brosme), altre (come i Gaidropsarus) anche in meno di un metro.

## Descrizione
I membri di questa famiglia sono molto simili ai Gadidae (a cui sono stati a lungo riuniti). Hanno da una a tre pinne dorsali ed una sola pinna anale. La pinna caudale è arrotondata. Il barbiglio sotto il mento è sempre presente e in molte specie ce ne sono altre 1 o 2 paia mandibolari.
Molva molva è la specie più grande e può misurare fino a 2 metri, la dimensione media è però assai più piccola.

## Biologia
Le uova sono pelagiche ed hanno una goccia oleosa. Si tratta di specie bentoniche.

## Pesca
Alcune specie come Brosme brosme hanno una discreta importanza per la pesca commerciale.

## Specie
- Genere Brosme
  - Brosme brosme
- Genere Ciliata
  - Ciliata mustela
  - Ciliata septentrionalis
  - Ciliata tchangi
- Genere Enchelyopus
  - Enchelyopus cimbrius
- Genere Gaidropsarus
  - Gaidropsarus argentatus
  - Gaidropsarus biscayensis
  - Gaidropsarus capensis
  - Gaidropsarus ensis
  - Gaidropsarus granti
  - Gaidropsarus guttatus
  - Gaidropsarus insularum
  - Gaidropsarus macrophthalmus
  - Gaidropsarus mediterraneus
  - Gaidropsarus novaezealandiae
  - Gaidropsarus pacificus
  - Gaidropsarus pakhorukovi
  - Gaidropsarus parini
  - Gaidropsarus vulgaris
- Genere Lota
  - Lota lota
- Genere Molva
  - Molva dypterygia
  - Molva macrophthalma
  - Molva molva